# اچ‌ام‌اس ایکس۱
اچ‌ام‌اس ایکس۱ (به انگلیسی: HMS X1) یک کشتی بود که طول آن ۳۶۳ فوت ۶ اینچ (۱۱۰٫۷۹ متر) بود. این کشتی در سال ۱۹۲۳ ساخته شد.